# Kötü Kedi Şerafettin
Chú Mèo Tinh Quái (tựa tiếng Thổ Nhĩ Kỳ: Kötü Kedi Şerafettin và tựa tiếng Anh: Bad Cat) là một bộ phim hoạt hình Thổ Nhĩ Kỳ.

## Nội dung
Bộ phim kể về Shero, con mèo ma lanh và băng nhóm của nó. Chúng thường tụ tại khu phố Istanbul để tranh giành lãnh thổ,cua gái và uống rượu.